# RMS Adriatic
Az RMS Adriatic a White Star Line egyik utasszállító óceánjárója volt,  a Big Four becenevű, több mint 20 000 tonna összsúlyú hajónégyes negyedik tagja (a másik három gőzős a Celtic, a Cedric és a Baltic voltak). A négy közül az Adriatic volt az egyetlen, amelyik sohasem volt a világ legnagyobb hajója, bár ő volt a leggyorsabb és a legnagyobb a négyesből. Az Adriatic volt az első óceánjáró, amely fedélzetén fedett úszómedence és törökfürdő is megtalálható volt.
A gőzös sokáig az Atlanti-óceánon teljesített járatokat Anglia és az Egyesült Államok között. 1935-ben selejtezték le Japánban.

## Építése és korai évek

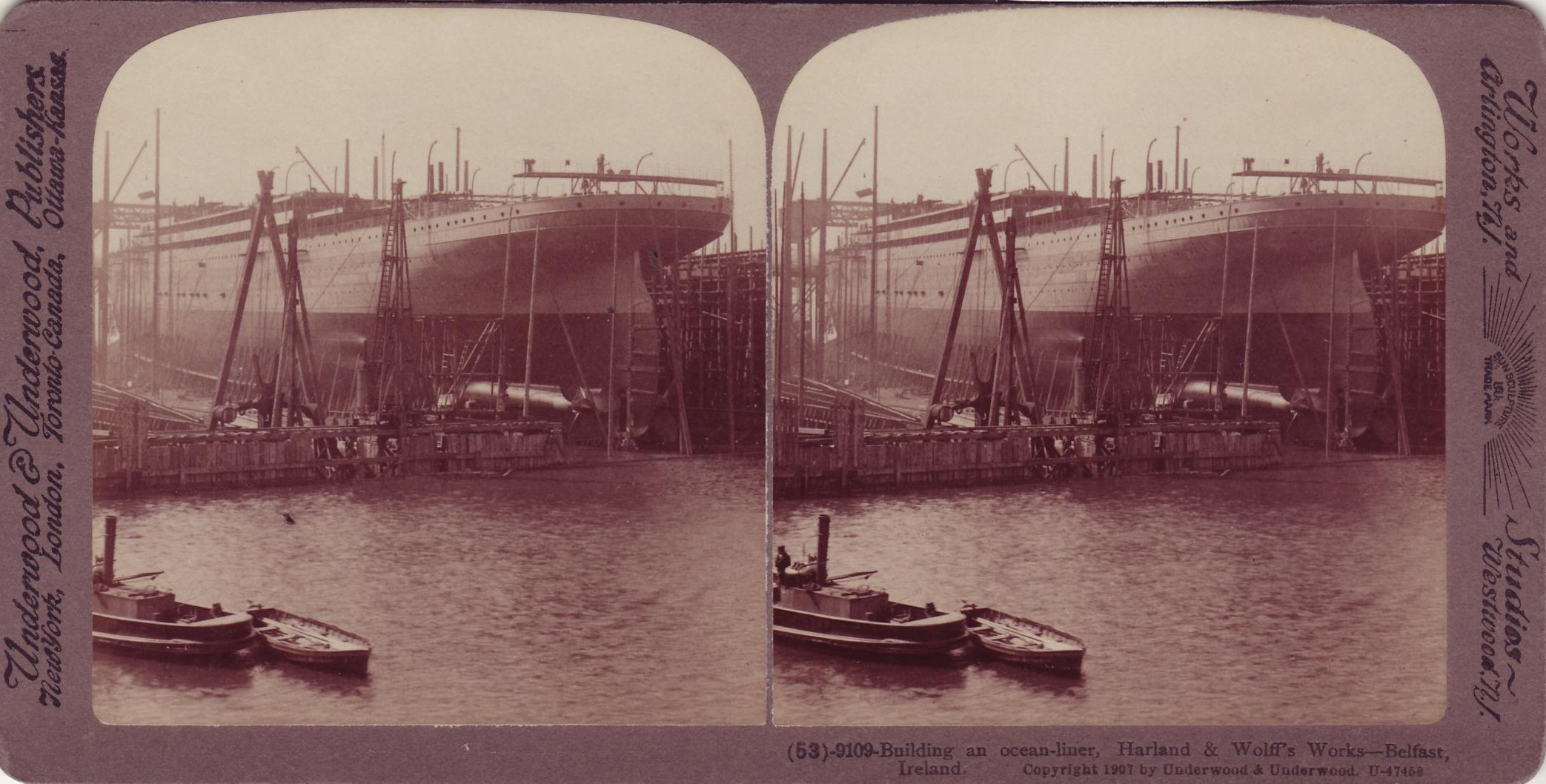
Az RMS Adriatic vízrebocsátása

A Harland és Wolff hajóépítő üzem építette Belfastban. 1906. szeptember 20-án bocsátották vízre, a Cunard Line szintén aznap bocsátotta vízre a Mauretaniát. Ezután további nyolc hónapnyi szárazdokkban történő munka után 1907 áprilisában vette át a White Star Line. Első útjára 1907. május 8-án indult Liverpoolból New Yorkba,  kapitánya Edward Smith volt. New Yorkból hazafelé már nem Liverpoolba tért vissza, hanem Southamptonba. A hajótársaság a legújabb útvonalára a Southampton–New York járatára osztotta be az Adriaticot, így vele használta először a társaság az újonnan felavatott White Star–dokkot is (amelyet 1922-ben átneveztek Óceán–dokkra). Az útvonalon 1911-ig közlekedett, amikor a Olympic felváltotta, és az Adriatic visszakerült a liverpooli útvonalra. 1912-ben fedélzetén tért vissza Angliába az Egyesült Államokból a Titanic néhány túlélője, többek között Millvina Dean, a Titanic legfiatalabb utasa és J. Bruce Ismay, a White Star Line igazgatója is. 1913. január 7-én az óceánjáró a ködös időben megfeneklett az iszapban New Yorknál.

## Az első világháború és az azt követő évek
Az első világháború alatt csapatokat és muníciót szállítottak rajta. A háborút az óceánjáró sérülés nélkül vészelte át.
Amikor a világháború véget ért, visszaállították a polgári közlekedésre és a Southampton–New York útvonalon közlekedett három további évig. 1922-ben állították vissza a Liverpool–New York járat teljesítésére. Még ebben az évben, augusztus 11-én az egyik széntartályban robbanás történt, aminek öt halálos áldozata és négy sérültje volt. A hajót a szerencsétlenség után átépítették, és így a kabinok száma is módosult. 1926-tól elsősorban tengeri utakra használták.
1928-ban ismét átalakították, megváltoztatva a kabinok kiosztását, azért, hogy a gőzös alkalmas legyen az Egyesült Államokba bevándorlókat szállítani. 1933-ban végleg visszavonták az észak-atlanti szolgálattól, mivel már túl lassúnak bizonyult az ilyen utak lebonyolításához. Ezek után már csak a tengeren használták. A Big Four osztályából ekkorra már csak ez az óceánjáró volt szolgálatban, de már nem sokáig. 1934 májusában a White Star Line egyesülni kényszerült legnagyobb riválisával, a Cunard Line-nal. Az Adriatic ekkor már számos műszaki problémával küzdött. 1934. december 19-én hagyta el végleg Liverpoolt, és elindult leghosszabb útjára, hogy 1935-ben Onomichiben, Japánban leselejtezzék.

## Az Adriatic jellemzői

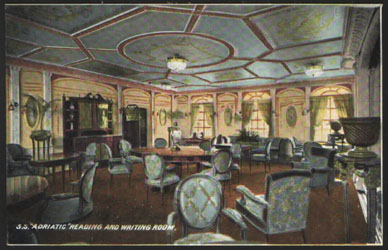
Az RMS Adriatic olvasószalonja

A Big Four hajói közül az Adriatic készült el legkésőbb, és egyben ő volt a legnagyobb is. Ennek ellenére soha nem birtokolhatta a világ legnagyobb gőzöse címet. Összsúlya 24 541 tonna volt, ami nagyjából 2000 tonnával több, mint a legidősebb Big Four-tag, a Celtic súlya. A gőzös külsőre teljesen hasonló volt három testvérhajójához. A hajótest vörös alapon fekete színű volt,  a felépítmény pedig fehérre volt festve. A kémények teteje fekete színt kapott. A hajónak négy árbóca  volt.
Az óceánjáró átlagsebessége 17 csomó volt (ezzel megközelítőleg egy hét alatt szelte át az Atlanti-óceánt), csúcssebessége pedig 18 csomó (a Cedricet és a Balticot ezzel könnyedén megelőzte). Mint a Big Four többi tagját, az Adriaticot is két hajócsavar hajtotta, amelyet négyszeres expanziójú gépek működtettek.
Az Adriatic által nyújtott luxus megegyezett a testvérhajóiéval. A pazar étkező üvegtetővel fedve, a dohányzó festett üvegablakokkal, a kávézó és az ízlésesen bútorozott szalonok mind nagyban hasonlítottak egymásra a Big Four hajóin. Az Adriatic volt az első hajó, amelyet törökfürdőkkel és egy benti úszómedencével is felszereltek.

## Fordítás
Ez a szócikk részben vagy egészben  a   RMS Adriatic című francia Wikipédia-szócikk ezen változatának fordításán alapul.  Az eredeti cikk szerkesztőit annak laptörténete sorolja fel. Ez a jelzés csupán a megfogalmazás eredetét és a szerzői jogokat jelzi, nem szolgál a cikkben szereplő információk forrásmegjelöléseként.